# وزارة الثقافة والإرشاد الإسلامي (إيران)
وزارة الثقافة والإرشاد الإسلامي (بالفارسية: وزارت فرهنگ و ارشاد اسلامی) (المعروفة أيضا باسم إرشاد ) هي وزارة الثقافة في جمهورية إيران الإسلامية. وهي مسؤولة عن تقييد الوصول إلى أي وسائل إعلام تنتهك الأخلاق الإسلامية أو تعزز القيم الغريبة عن الثورة الإيرانية. تم تشكيلها بعد الثورة عن طريق دمج وزارة الثقافة والفنون ووزارة الإعلام والسياحة.
لاستيراد وتصدير الأفلام السينمائية، والأفلام السينمائية والتلفزيونية، والأشرطة الصوتية، والأقراص الصوتية، والكتب والمنشورات الأخرى، والكتيبات، والنشرات، ومنتجات الإعلانات التجارية، وكتالوجات الأعمال، والصور، والخطور، واللوحات، وما إلى ذلك، مطلوب التراخيص لها ويتم الحصول عليها من وزارة الثقافة والإرشاد الإسلامي. بالإضافة إلى ذلك، فإن الوزارة هي إحدى الهيئات الحكومية المسؤولة عن تصدير الثورة الإسلامية وإحدى الهيئات الوزارية الثلاث «ذات السيادة» في إيران بسبب طبيعة عملها في الداخل والخارج.

## روابط خارجية
- «شرطة الموضة» ، الإيكونوميست ، 5 مايو 2013